# 葉菊蘭
葉 菊蘭（よう きくらん、1949年2月13日 - ）は台湾の政治家。民主進歩党所属。元中華民国総統府秘書長。元交通部長、元行政院副院長、元高雄市代理市長。客家人。
輔仁大学法律学部を卒業後、苗栗育民高級工商職校教師を経て、広告会社に勤めていた。1989年、独立運動家であり夫の鄭南榕が、国民党政府の言論の自由に対する弾圧への抗議から焼身自殺した。その後立法委員選挙に立候補し当選。交通部長や行政院客家委員会主任委員、行政院副院長などを歴任した。
2005年9月、高雄市の高雄捷運工事現場においてタイ人労働者たちによる暴動が発生。この責任を取って陳其邁代理市長が辞職した。この後を継ぎ、女性としては初めてとなる直轄市の代理市長となった。（初の女性直轄市市長は2006年の陳菊高雄市長）
2008年の総統選挙における民進党の副総統候補として名前が挙がったが、葉は民進党の選挙総責任者（競選総幹事）に就いた。2007年8月20日から2008年3月27日まで、女性客家人としては史上初となる総統府秘書長を務めた。

## 選挙記録
| 年度 | 選挙                       | 選挙区                 | 所属政党   | 得票数    | 得票率 | 当選 | 注釈 |
| ---- | -------------------------- | ---------------------- | ---------- | --------- | ------ | ---- | ---- |
| 1989 | 第1屆立法委員第6次増額選挙 | 台北市第二選挙区       | 民主進歩党 | 59,492    | 12.34% |      |      |
| 1992 | 第2回立法委員選挙          | 全国不分区             | 民主進歩党 | 2,944,195 | 31.03% |      |      |
| 1995 | 第3回立法委員選挙          | 台北市第二選挙区       | 民主進歩党 | 56,364    | 9.64%  |      |      |
| 1998 | 第4回立法委員選挙          | 台北市第二選挙区       | 民主進歩党 | 78,630    | 10.89% |      |      |
| 2005 | 任務型国民大会代表選挙     | 任務型国民大会代表選挙 | 民主進歩党 | 1,647,791 | 42.52% |      |      |